# Ecce homo (Bosch, Indianapolis)
Pour les articles homonymes, voir Ecce homo (homonymie).
Ecce homo est un tableau d'un suiveur du peintre néerlandais Jérôme Bosch, probablement réalisé dans les années 1560.
Il montre la présentation de Jésus Christ par Ponce Pilate au peuple de Jérusalem. Le tableau est actuellement exposé au musée d'art d'Indianapolis à Indianapolis, aux États-Unis. Il est très similaire à un panneau exposé au Philadelphia Museum of Art et que la dendrochronologie permet de dater après 1555.
Les deux tableaux peuvent être attribués au « Maître du panneau double-face de Valenciennes ».
Le panneau d'Indianapolis ne doit pas être confondu avec l'Ecce homo de Francfort, peint par Jérôme Bosch dans les années 1470-1480.

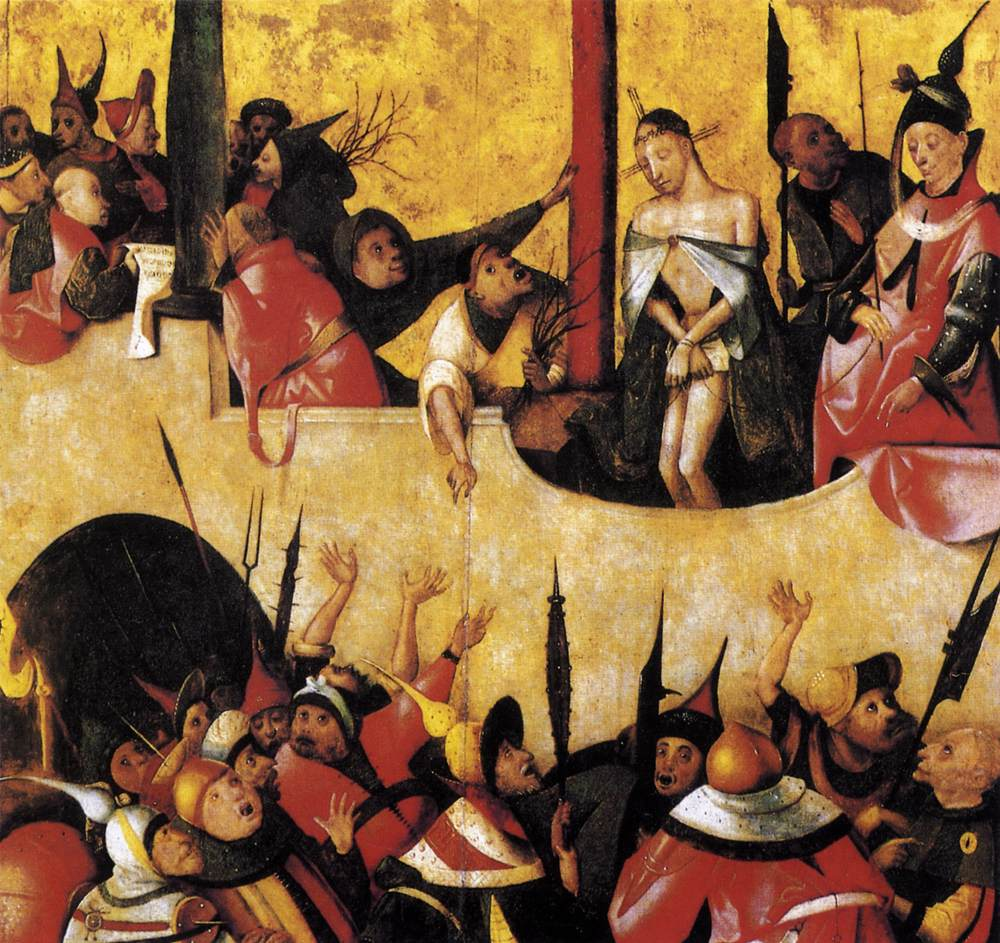
Ecce homo : version du Philadelphia Museum of Art

## Sources et bibliographie
- (en) Walter S. Gibson, Hieronymus Bosch, New York, Thames and Hudson, 1973, 180 p. (ISBN 0-500-20134-X)